# 長野県道480号松原湖高原線
長野県道480号松原湖高原線（ながのけんどう480ごう まつばらここうげんせん）は、長野県南佐久郡小海町を通る一般県道。

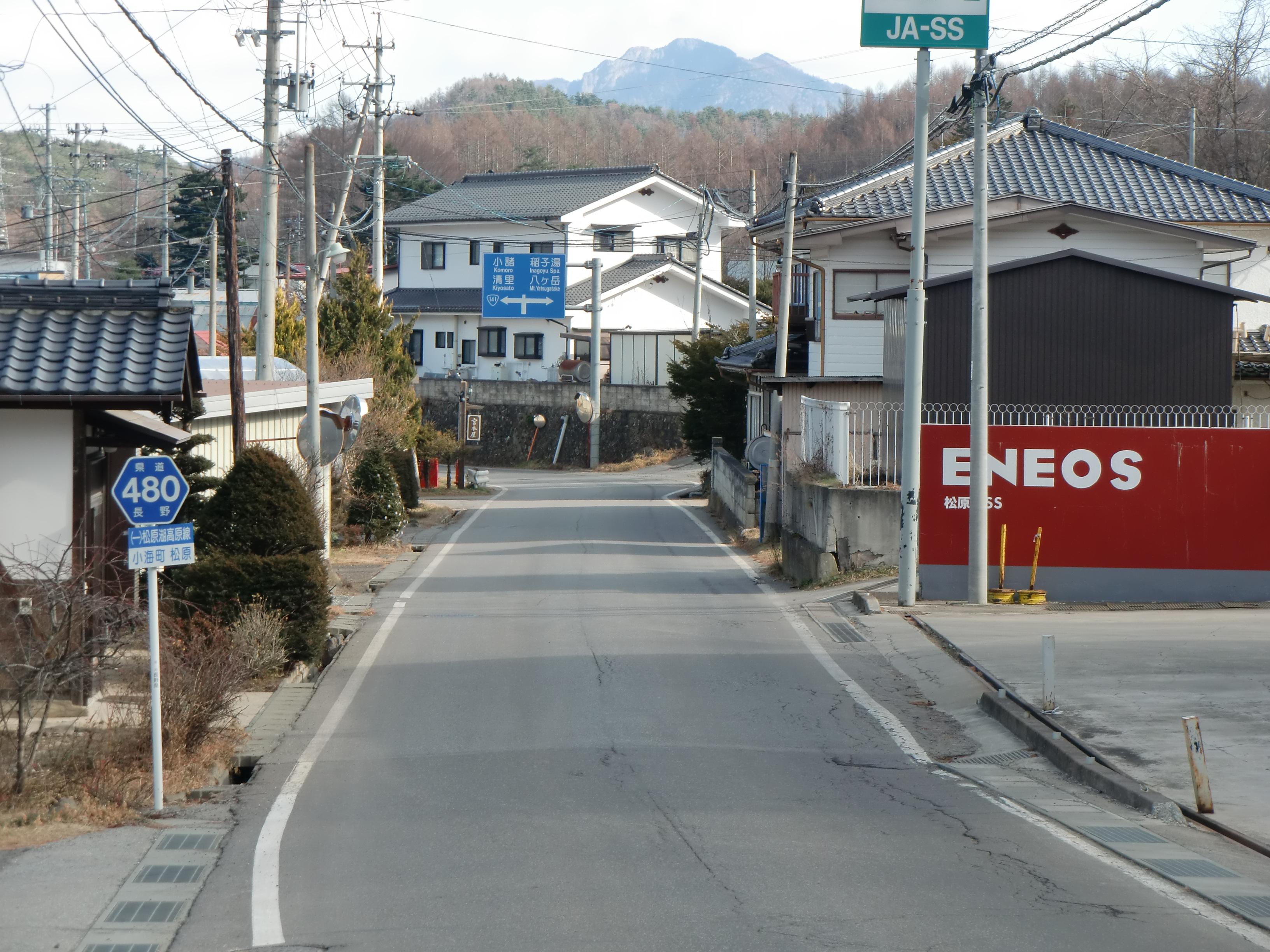
小海町松原（2010年12月）

## 概要

### 路線データ
- 起点：南佐久郡小海町千代里（国道299号交点）
- 終点：南佐久郡小海町豊里（松原湖入口交差点、国道141号交点）

## 通過する自治体
- 南佐久郡小海町

## 交差する道路
- 国道299号 - 南佐久郡小海町千代里（起点）
- 国道141号 - 南佐久郡小海町豊里（松原湖入口交差点、終点）

## 周辺
- 松原湖
- 松原湖温泉
- 松原湖高原スケートセンター